# Collybia cirrhata
Collybia cirrhata é uma espécie de fungo pertencente à família Tricholomataceae, da ordem de Agaricales, descrita pela primeira vez na literatura científica em 1786, mas que só foi nomeada em 1803. Encontrada na Europa, no norte da Eurásia e na América do Norte, a espécie situa-se em habitats temperados, boreais, alpinos ou árticos. Assim como todas as espécies remanescentes do gênero, C. cirrhata é sapróbica, que se alimenta de matéria orgânica de outros cogumelos em decomposição. Seus corpos frutíferos são pequenos com um píleo convexo achatado e esbranquiçado, podendo medir até onze milímetros de diâmetro. Suas lamelas são brancas e estreitas, enquanto seu estipe é esbranquiçado e delgado, podendo chegar até 25 milímetros de comprimento e 2 milímetros de espessura. C. cirrhata distingue-se das demais espécies de seu gênero pela ausência de um esclerócio na base do estipe. O cogumelo, apesar de não ser venenoso, não é considerado comestível em razão do seu minúsculo tamanho.

## Taxonomia e filogenia
|  | \| \| Collybia tuberosa \| \| \| \| \| \| Collybia cookei \| \| \| \| |
|  |                                                                       |
|  | Collybia cirrhata                                                     |
|  |                                                                       |
|  | Collybia tuberosa                                                     |
|  |                                                                       |
|  | Collybia cookei                                                       |
|  |                                                                       |

|  | Collybia tuberosa |
|  |                   |
|  | Collybia cookei   |
|  |                   |

|  | \| \| Collybia tuberosa \| \| \| \| \| \| Collybia cookei \| \| \| \| |
|  |                                                                       |
|  | Collybia cirrhata                                                     |
|  |                                                                       |
|  | Collybia tuberosa                                                     |
|  |                                                                       |
|  | Collybia cookei                                                       |
|  |                                                                       |

|  | Collybia tuberosa |
|  |                   |
|  | Collybia cookei   |
|  |                   |

|  | \| \| Dendrocollybia racemosa \| \| \| \| \| \| Clitocybe connata \| \| \| \| |
|  |                                                                               |
|  | Hypsizygus ulmarius                                                           |
|  |                                                                               |
|  | Lepista nuda                                                                  |
|  |                                                                               |
|  | Dendrocollybia racemosa                                                       |
|  |                                                                               |
|  | Clitocybe connata                                                             |
|  |                                                                               |

|  | Dendrocollybia racemosa |
|  |                         |
|  | Clitocybe connata       |
|  |                         |

|  | \| \| Collybia tuberosa \| \| \| \| \| \| Collybia cookei \| \| \| \| |
|  |                                                                       |
|  | Collybia cirrhata                                                     |
|  |                                                                       |
|  | Collybia tuberosa                                                     |
|  |                                                                       |
|  | Collybia cookei                                                       |
|  |                                                                       |

|  | Collybia tuberosa |
|  |                   |
|  | Collybia cookei   |
|  |                   |

|  | \| \| Collybia tuberosa \| \| \| \| \| \| Collybia cookei \| \| \| \| |
|  |                                                                       |
|  | Collybia cirrhata                                                     |
|  |                                                                       |
|  | Collybia tuberosa                                                     |
|  |                                                                       |
|  | Collybia cookei                                                       |
|  |                                                                       |

|  | Collybia tuberosa |
|  |                   |
|  | Collybia cookei   |
|  |                   |

|  | \| \| Dendrocollybia racemosa \| \| \| \| \| \| Clitocybe connata \| \| \| \| |
|  |                                                                               |
|  | Hypsizygus ulmarius                                                           |
|  |                                                                               |
|  | Lepista nuda                                                                  |
|  |                                                                               |
|  | Dendrocollybia racemosa                                                       |
|  |                                                                               |
|  | Clitocybe connata                                                             |
|  |                                                                               |

|  | Dendrocollybia racemosa |
|  |                         |
|  | Clitocybe connata       |
|  |                         |

|  | \| \| Collybia tuberosa \| \| \| \| \| \| Collybia cookei \| \| \| \| |
|  |                                                                       |
|  | Collybia cirrhata                                                     |
|  |                                                                       |
|  | Collybia tuberosa                                                     |
|  |                                                                       |
|  | Collybia cookei                                                       |
|  |                                                                       |

|  | Collybia tuberosa |
|  |                   |
|  | Collybia cookei   |
|  |                   |

|  | \| \| Collybia tuberosa \| \| \| \| \| \| Collybia cookei \| \| \| \| |
|  |                                                                       |
|  | Collybia cirrhata                                                     |
|  |                                                                       |
|  | Collybia tuberosa                                                     |
|  |                                                                       |
|  | Collybia cookei                                                       |
|  |                                                                       |

|  | Collybia tuberosa |
|  |                   |
|  | Collybia cookei   |
|  |                   |

|  | \| \| Dendrocollybia racemosa \| \| \| \| \| \| Clitocybe connata \| \| \| \| |
|  |                                                                               |
|  | Hypsizygus ulmarius                                                           |
|  |                                                                               |
|  | Lepista nuda                                                                  |
|  |                                                                               |
|  | Dendrocollybia racemosa                                                       |
|  |                                                                               |
|  | Clitocybe connata                                                             |
|  |                                                                               |

|  | Dendrocollybia racemosa |
|  |                         |
|  | Clitocybe connata       |
|  |                         |

|  | \| \| Collybia tuberosa \| \| \| \| \| \| Collybia cookei \| \| \| \| |
|  |                                                                       |
|  | Collybia cirrhata                                                     |
|  |                                                                       |
|  | Collybia tuberosa                                                     |
|  |                                                                       |
|  | Collybia cookei                                                       |
|  |                                                                       |

|  | Collybia tuberosa |
|  |                   |
|  | Collybia cookei   |
|  |                   |

|  | \| \| Collybia tuberosa \| \| \| \| \| \| Collybia cookei \| \| \| \| |
|  |                                                                       |
|  | Collybia cirrhata                                                     |
|  |                                                                       |
|  | Collybia tuberosa                                                     |
|  |                                                                       |
|  | Collybia cookei                                                       |
|  |                                                                       |

|  | Collybia tuberosa |
|  |                   |
|  | Collybia cookei   |
|  |                   |

|  | \| \| Dendrocollybia racemosa \| \| \| \| \| \| Clitocybe connata \| \| \| \| |
|  |                                                                               |
|  | Hypsizygus ulmarius                                                           |
|  |                                                                               |
|  | Lepista nuda                                                                  |
|  |                                                                               |
|  | Dendrocollybia racemosa                                                       |
|  |                                                                               |
|  | Clitocybe connata                                                             |
|  |                                                                               |

|  | Dendrocollybia racemosa |
|  |                         |
|  | Clitocybe connata       |
|  |                         |

August Johann Georg Karl Batsch foi o responsável pela primeira descrição desta espécie na literatura científica em 1786, sob o nome de Agaricus amanitae; um de seus sinônimos, Agaricus amanitae subsp. cirrhatus foi proposto por Christian Hendrik Persoon em 1980. Posteriormente, uma combinação baseada neste nome, Collybia amanitae, foi publicada por Hanns Kreisel em 1987. No entanto, Kreisel observou que a combinação é "ined", indicando que ele não acreditava que o nome fosse validamente publicado, de acordo com o artigo 34.1 do Código Internacional de Nomenclatura Botânica, que afirma: "Um nome não é validamente publicado... quando não é aceito pelo autor na publicação original."
O primeiro nome correto foi veiculado em 1803 por Heinrich Christian Friedrich Schumacher, que chamou a espécie de Agaricus cirrhatus. Setenta e seis anos depois, o micologista francês Lucien Quélet transferiu a espécie para o gênero Collybia, resultando no nome binomial pelo qual é atualmente conhecida. Em 1952, a espécie foi transferida para o gênero Microcollybia por Georges Métrod; contudo, essa modificação foi considerada nomen nudum e, portanto, inválida segundo o código de nomenclaturas. Como consequência, ela foi novamente transferida para Microcollybia por Lennox em 1979. Este último gênero, por sua vez, já foi envolto em Collybia.
A filogenética molecular mostrou que C. cirrhata forma um clado monofilético com as duas espécies restantes de Collybia. Como C. cirrhata é a única das três espécies de seu gênero que não possuem escleródios, foi sugerido que esse traço de caráter é uma anapomorfia - isto é, característica única daquela espécie dentro de um clado.
O epíteto específico é derivado do latim cirrata, que significa "enrolada". Charles Horton Peck chamou a espécie de "Collybia de franjas enraizadas". No Reino Unido, é comumente conhecido como "shanklet combinado".

## Descrição

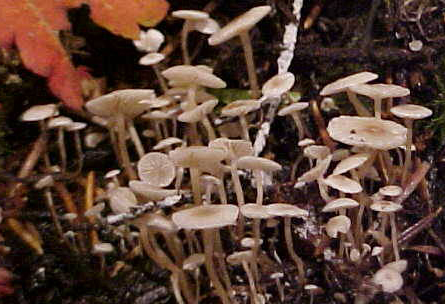
Os pequenos corpos frutíferos normalmente crescem em aglomerados densos

O píleo é convexo quando jovem e, posteriormente, torna-se convexo a achatado ou ligeiramente deprimido no centro, atingindo um diâmetro de 3 a 11 milímetros. A margem do píleo começa enrolada ou curvada para dentro, mas se endireita conforme o amadurecimento do fungo; a superfície do mesmo varia de seca a úmida, lisa a coberta com finos cabelos esbranquiçados e contém sulcos radiais translúcidos na margem. O fungo também apresenta sub-higrofaneidade, obtendo uma coloração laranja-acinzentada quando aguado ou na fase idosa, e geralmente é branco com um fraco rubor rosado quando fresco. A carne, por sua vez, é esbranquiçada, muito fina e não tem sabor ou odor característico. As lamelas são adnatas a arqueadas ligeiramente (curvadas na forma de um arco) com um dente (o que significa que as lamelas se curvam para se juntarem ao estipe, mas então, muito próximo deste, a borda das lamelas se curva novamente). Existem entre 12 e 20 lamelas que se estendem completamente desde a borda do píleo até o estipe, e de três a cinco camadas de lamélulas (lamelas mais curtas que não se estendem completamente até o estipe). Em geral, elas são finas, estreitas a moderadamente largas e com uma coloração branca a rosada. As bordas branquiais são uniformes e de mesma cor das faces.
O comprimento do estipe varia entre 8 a 25 milímetros, enquanto sua espessura pode atingir até 2 milímetros, sendo equivalente ao longo de toda a largura, ligeiramente ampliada para baixo. Ele também é flexível e filamentoso, mas não frágil, e apresenta uma superfície seca, esbranquiçada a laranja-acinzentada e que, às vezes, pode apresentar minúsculos pelos na parte superior que se tornam mais grossos perto da base. Esta, por sua vez, frequentemente possui cordões semelhantes a rizomorfos ou copiosos micélios esbranquiçados. Ao contrário das outras duas espécies do gênero, o estipe não se origina de um esclerócio; este, à medida que amadurece, torna-se oco. Embora não seja considerado venenoso, o fungo é muito pequeno e insubstancial para ser considerado comestível.

### Características microscópicas
Em depósitos, os esporos mostram-se brancos. Em perfil, por sua vez, os esporos individuais são elipsoides em forma de lágrima, enquanto que na face ou na vista traseira eles são obovoides a elipsoides ou aproximadamente cilíndricos, com dimensões de 4,8 a 6,4 por 2 a 2,8 (às vezes até 3,5) micrômetros. Os esporos são lisos, inamiloides e acianófilos (não reativos à coloração com reagente de Melzer e azul de metila, respectivamente). Os basídios (células portadoras de esporos do himênio) têm aproximadamente a forma de um taco, medem 17,5 a 21 por 4,8 a 5,6 micrômetros e contêm quatro esporos. As lamelas não possuem células cistídias. O tecido branquial, por sua vez, é feito de hifas entrelaçadas a aproximadamente paralelas e inamiloides, que medem 2,8 a 8,4 micrômetros de diâmetro e são lisas. O tecido do píleo também é feito de hifas entrelaçadas sob o centro do píleo, mas radialmente orientadas sobre as lamelas; também são inamiloides e lisas, mas medem 3,5 a 8,4 micrômetros de diâmetro e possuem paredes irregularmente espessadas. A cutícula do píleo é ixocútis - uma camada gelatinizada de hifas que fica paralela à superfície do píleo. As hifas que compreendem esta camada têm 2,8 a 6,4 micrômetros de diâmetro, são lisas e de paredes finas. Elas são cobertas com protuberâncias dispersas e curtas. A cutícula do estipe é uma camada de hifas paralelas e orientadas verticalmente; as hifas desta camada medem 3,5 a 4,2 micrômetros e são lisas, de paredes levemente espessas e de coloração marrom-amarelada pálida em solução alcalina. Elas dão origem a uma cobertura de caulocistídeos (cistídios no caule/estipe) emaranhados e ramificados, que possuem múltiplos septos. Os caulocistídeos têm de 2,8 a 4,8 micrômetros de diâmetro, são lisos, com paredes finas e possuem a forma de cilindros contorcidos. Fíbulas estão presentes nas hifas de todos os tecidos.

### Espécies semelhantes
Collybia cirrhata pode ser confundida com os membros remanescentes de Collybia, que têm uma aparência externa similar. No entanto, C. tuberosa distingue-se pela sua esclerótica castanha-avermelhada escura que se assemelha a sementes de maçã, enquanto C. cookei tem escleróticas enrugadas, muitas vezes de forma irregular, de cor amarelo pálido a laranja. Outros cogumelos semelhantes incluem Baeospora myosura e espécies do gênero Strobilurus, mas estas crescem apenas em pinhas.

## Habitate distribuição
Assim como todas as espécies remanescentes do gênero, C. cirrhata é sapróbica, e tipicamente encontrada nos restos decaídos ou enegrecidos de outros cogumelos; ocasionalmente os corpos frutíferos podem ser encontrados crescendo em musgo ou solo sem qualquer conexão aparente com o processo de putrefação, embora essas observações possam representar casos em que o tecido hospedeiro remanescente - possivelmente de uma estação anterior - decaiu de tal forma que fragmentos permanecem enterrados no substrato. Seus hospedeiros conhecidos incluem Lactarius, Russula, Meripilus giganteus e Bovista dermoxantha.
Conhecida a partir de habitats temperados, boreais e alpinos ou árticos, o fungo possui uma distribuição difundida na Europa, incluindo Bulgária, Dinamarca, Alemanha, Grécia, Letônia, Escandinávia, Eslováquia, Suíça, Turquia e Reino Unido. Também é comum nas regiões montanhosas boreais da América do Norte e na Groenlândia e foi relatada na Coreia e na prefeitura japonesa de Hokkaido.